# 特鲁尼克大冒险2 不思议的迷宫
《特鲁尼克大冒险2 不思议的迷宫》是一款PlayStation平台电子角色扮演游戏。游戏由Chunsoft和Matrix Software合作开发，艾尼克斯分别于1999年和2000年在日本和北美发行。
《特鲁尼克大冒险2》是勇者斗恶龙系列的衍生作品，也是不可思议迷宫系列的第二部作品，游戏以《勇者斗恶龙IV》中角色特鲁尼克为主角。这也是继《陆行鸟的不可思议迷宫2》后，第二部在日本以外发售的不可思议迷宫游戏。如同前作《特鲁尼克大冒险 不思议的迷宫》，特鲁尼克将探索迷宫寻找道具，并和一群怪物战斗。
游戏于2001年移植至日本Game Boy Advance平台，并改名为《特鲁尼克大冒险2 Advance 不思议的迷宫》（ドラゴンクエストキャラクターズ トルネコの大冒険2アドバンス 不思議のダンジョン）。

## 游戏玩法
在游戏中，特鲁尼克将要探索错综的迷宫并寻找道具。每个迷宫都充满了取自勇者斗恶龙中怪物，特鲁尼克要和它们战斗。每当特鲁尼克移动一次之后，怪物也会移动一次。游戏是迷宫探索型的roguelike游戏。

## 音乐
《特鲁尼克大冒险2》的音乐由勇者斗恶龙系列作曲者椙山浩一作曲。PlayStation版游戏原声由SPE Visual Works于2000年1月21日在日本发行，碟片中收录了21首乐曲。

## 评价
《特鲁尼克大冒险2》在日本获得了商业和评价上的成功。PlayStation版游戏在日本发行当年售出57.8万份。Game Boy Advance办截至2007年在日本售出18.1多万份。游戏得到了杂志《Fami通》的好评，PlayStation版获得了37/40分，Game Boy Advance版获得了36/40分。此外游戏在杂志票选最佳100 PlayStation游戏中排到了第31名。
《特鲁尼克大冒险2》在北美没有如此畅销并得到了不一的评价。RPGFan给了游戏89/100分，评论称游戏“难的令人沮丧”，但“令人上瘾的游戏玩法和一流的配乐”令其成为了不寻常的游戏。GameSpot给游戏打了“一般”的6.9/10分，称缺少剧情和随机生成的阻挡了很多的角色扮演游戏玩家，但却可能赢得一些快餐型角色扮演游戏玩家的喜爱。然而其它评论给了游戏更低的分数。《PSM杂志》给了游戏1/10，《官方PlayStation杂志》给《特鲁尼克》打了2/5。